# Judah Prehn
Judah Prehn (* 14. Juli 2010) ist ein US-amerikanischer Kinderdarsteller und Synchronsprecher.

## Leben
Prehn wurde am 14. Juli 2010 als Sohn von Leah Prehn geboren. Er hat eine ältere Schwester. Erste Schritte als Schauspieler machte er an der Seite von Kristen Bell und Dax Shepard in Werbespots. 2017 gab er sein Fernsehschauspieldebüt, als er in einer Episode der Fernsehserie Adam Ruins Everything mitspielte. 2020 folgten Kurzfilmproduktionen und bis einschließlich 2021 eine Sprechrolle in der Zeichentrickserie Kinderwood. Seit 2021 stellt er in der Fernsehserie Resident Alien mit der Rolle des Max Hawthorne eine der Hauptrollen dar. 2022 hatte er eine Episodenrolle in der Fernsehserie Mythic Quest, 2023 eine Episodenrolle in Launchpad inne.

## Filmografie (Auswahl)

### Schauspiel
- 2017: Adam Ruins Everything (Fernsehserie, Episode 2x14)
- 2020: Mikey the Kid (Kurzfilm)
- 2020: Sumer Skewl (Kurzfilm)
- 2021–2025: Resident Alien (Fernsehserie)
- 2022: Blast (Kurzfilm)
- 2022: Mythic Quest (Fernsehserie, Episode 3x07)
- 2023: SYOTOS (Kurzfilm)
- 2023: Launchpad (Fernsehserie, Episode 2x03)
- 2023: The Ghost (Kurzfilm)
- 2023: Bad News (Kurzfilm)
- 2023–2024: Kid Tips (Fernsehserie, 4 Episoden, verschiedene Rollen)
- 2024: Rubicon (Kurzfilm)

### Synchronisationen
- 2020–2021: Kinderwood (Zeichentrickserie, 30 Episoden)
- 2024: Too Opinionated (Podcast, Episode 1x744)